# Sabine Schöne
Sabine Schöne (* 27. Januar 1974 in München) ist eine deutsche Squashspielerin.

## Karriere
Bereits in ihrer Juniorenkarriere war Sabine Schöne sehr erfolgreich. Mit sechs Jahren begann sie mit dem Squashsport und sammelte auf Juniorinnenebene insgesamt zehn nationale Titel in den verschiedenen Altersklassen. 1988 gewann sie im Alter von nur 14 Jahren ihren ersten deutschen Meistertitel bei den Damen, welchen sie bis zu ihrem Rücktritt von ihrer aktiven Laufbahn verteidigte. Bis 2004 gewann sie somit insgesamt 17 Titel, was bis heute Rekord ist. Ihren größten Juniorenerfolg errang sie 1991 in Bergen, wo sie mit 9:1, 4:9, 9:6, 6:9 und 9:0 gegen Cassie Campion das Finale der Juniorinnen-Weltmeisterschaft verlor. Ein Jahr später wurde sie ebenfalls in Norwegen Juniorinnen-Europameister.
Zwischen 1990 und 2001 war sie als professionelle Spielerin international aktiv. Ihre höchste Platzierung in der Weltrangliste war Rang sechs, den sie erstmals im November 1997 erreichte. Insgesamt acht Jahre lang war Sabine Schöne in den Top Ten der Weltrangliste. Bereits 1992 wurde sie Vize-Europameisterin, nachdem sie im Finale Martine Le Moignan unterlegen war. Mit der deutschen Nationalmannschaft wurde sie insgesamt siebenmal Vizeeuropameister. 1993 belegte sie mit der Mannschaft mit Platz drei die beste Platzierung bei einer Mannschafts-Weltmeisterschaft. Im Jahr 1997 gewann Sabine Schöne bei den World Games in Lahti die Silbermedaille hinter der Australierin Sarah Fitz-Gerald.
Seit ihrem Rücktritt spielt Sabine Schöne aktiv in der bayrischen Landesliga der Herren und auf internationalen Seniorenmeisterschaften. 2010 und 2012 wurde sie Weltmeister in der Ü35-Klasse.

## Privates
Von Januar 1998 bis Dezember 2002 war Sabine Schöne als Sanitäts- und Sportsoldat bei der Bundeswehr, welche sie im Rang eines Oberfeldwebels verließ. Sabine Schöne war verheiratet und trug daher zeitweilig den Namen Sabine Tillmann. 2010 trennte sie sich von ihrem Mann. Mit ihren Eltern führte sie von Januar 2003 bis Ende Juni 2010 ein Hotel. Im Juli 2010 eröffnete sie ein Café in Moosburg an der Isar.

## Erfolge
- Vizeeuropameisterin: 1992
- Vizeeuropameisterin mit der Mannschaft: 1992, 1994, 1996–2000
- Weltmeisterin der Ü35-Klasse: 2010, 2012
- Gewonnene WSA-Titel: 5
- World Games: Silber 1997
- Deutsche Einzelmeisterin: 17 Titel (1988–2004)
- Deutsche Mannschaftsmeisterin: 9 Titel